# (32798) 1990 OA2
(32798) 1990 OA2 là một tiểu hành tinh vành đai chính. Nó được phát hiện bởi Henry E. Holt ở Đài thiên văn Palomar ở Quận San Diego, California, ngày 29 tháng 7 năm 1990.